# Château du Plessis (La Jaille-Yvon)
Le château du Plessis est situé en France, dans la commune de La Jaille-Yvon, dans le département de Maine-et-Loire, en région Pays-de-la-Loire.

## Histoire
Ancienne maison noble mentionnée dès 1503 avec pour seigneur Jean du Tertre, puis les familles de Bailleul au XVIIe siècle, de La Grandière au XVIIIe siècle, et à Achille Doublard du Vigneau au XIXe siècle, dont on peut apercevoir les initiales sur les deux cheminées de la partie principale du château, ce dernier était le frère de Joseph-Hippolyte Doublard du Vigneau. 
Après 1888, le château passe à la famille de Messey. 
La majeure partie du château date du XVIIIe siècle. Avec à l'angle nord du logis une haute tour flanquée d'une tourelle du XIXe siècle, une orangerie et une écurie, à l'arrière une ferme, comprenant un logement, des étables à vaches, un puits, et un fournil. Le parc, les bois et pelouse date du  XIXe siècle. 
La demeure conserve des peintures murales du dessinateur Michel Liébaut dit Mich, époux de Marie-Anne de Messey en 1913. 
Le château est inscrit à l'inventaire général du patrimoine culturel, il est maintenant devenu un hôtel dit Château du Plessis-Anjou.

## Propriétaire successifs
- 1503 - Jean du Tertre
- 1541 - Guillaume du Tertre
- 1598 - Jean du Tertre (petit-fils)
- 1650 - Jean de Bailleul
- 1662 - Guy de Bailleul
- 1745 - Gilles de La Grandière
- Hercule-Gilles de La Grandière, officier au régiment d'Aquitaine, qui fut présent à l'assemblée générale des trois ordres de la sénéchaussée de Château-Gontier à Angers, le 16 mars 1789[3], guillotiné pendant la Révolution française à Angers le 4 mars 1794[4], avec son ami le magistrat Jacques-Nicolas-René Gastineau.
- An IV - (1795-1796) - Propriété vendue nationalement à Ch. Hamon d'Angers.

- 1835 - Y décède en 1858 Achille-Jean Doublard du Vigneau[5],[1],[6](1801-1858), frère de Joseph-Hippolyte Doublard du Vigneau, le propriétaire du Château de l'Oncheraie (ils étaient deux petits-fils maternels de Jacques-Nicolas-René Gastineau).
- 1888 - Famille de Messey[1]
- 1938 - M. Badel

## Sources
- Dictionnaire dictionnaire historique, géographique et biographique de Maine-et-Loire, Célestin Port. Version révisée 1989.
- Base Mérimée du ministère de la culture.